# Leopoldas Kepalas
Leopoldas Alfons Kepalas (San Pietroburgo, 6 settembre 1912 – Wont, 1983) è stato un cestista lituano.

## Carriera
Con la Lituania ha vinto i Campionati europei del 1937.